# Jean Fayard
Pour les articles homonymes, voir Jean Fayard (général) et Fayard.
Œuvres principales
- Mal d'amour (1931)

Jean Fayard, né le 24 janvier 1902 dans le 16e arrondissement de Paris et mort dans le 13e arrondissement de Paris le 26 septembre 1978, est un écrivain et journaliste français, lauréat du prix Goncourt en 1931. Il a également été le directeur des éditions Fayard.

## Biographie
Jean Fayard est le petit-fils du fondateur des éditions Fayard et le frère ainé d'Yvonne Fayard.
En décembre 1931, il obtient le prix Goncourt pour son roman Mal d'amour publié chez Fayard. Édité par son propre père, Joseph-Arthème Fayard, personnalité influente du monde de la presse, ce prix déclenche une polémique : le favori, Vol de nuit d'Antoine de Saint-Exupéry, doit se contenter du prix Fémina.
À la mort de son père, en 1936, Jean Fayard reprend la tête de la maison d'édition familiale. Cette année-là il décide de vendre Je suis partout, un hebdomadaire fondé par son père en 1930, à ses rédacteurs (dont Charles Lesca).
En juillet 1940, il est présent à Londres et participe à l'élaboration de la première publication de la France libre, le journal Quatorze juillet, mais dès la fin du mois, il retourne en France et retravaille dans sa maison d'éditions qui fait notamment paraitre le journal Candide. Son épouse Laure Fayard meurt en 1980 à 76 ans.

## Œuvre
- 1924 : Deux ans à Oxford ?, éd. François Paillart
- 1925 : Dans l'ordre sensuel, À l'Enseigne de la Porte Étroite
- 1925 : Dans le monde où l'on s'abuse, Fayard
- 1925 : Journal d'un colonel, Éditions de La Nouvelle revue française
- 1926 : Trois quarts de monde, Fayard
- 1927 : Plaidoyer pro domo, Les Œuvres libres n° 78, Fayard, décembre 1927
- 1928 : Oxford et Margaret, Fayard
- 1928 : Madeleine et Madeleine, Gallimard
- 1928 : Bruxelles, Émile-Paul frères
- 1931 : Mal d'amour, Fayard — prix Goncourt
- 1932 : Dialogue sur l'argent, éditions des Cahiers libres
- 1933 : Liebesleid, R. Piper
- 1937 : La Féerie de la rue, Grasset
- 1941 : Mes maitresses, Fayard
- 1941 : La Chasse aux rêves, librairie Arthème Fayard, Le Livre de demain, 26 bois originaux de Jean Lébédeff
- 1945 : Roman, Fayard
- 1945 : L'Allemagne sous le Croix de Lorraine
- 1961 : Le Cinéma à travers le monde (essai) coécrit avec Louis Chauvet et Pierre Mazars
- 1974 : La Guerre intérieure, Stock
- 1977 : Je m'éloigne, Plon — Prix Louis-Barthou de l’Académie française